# Структурная функция белков
Структурная функция белков заключается в том, что белки
- участвуют в образовании практически всех органоидов клеток, во многом определяя их структуру (форму);
- образуют цитоскелет, придающий форму клеткам и многим органоидам и обеспечивающий механическую форму ряда тканей;
- входят в состав межклеточного вещества, во многом определяющего структуру тканей и форму тела животных.

## Белки межклеточного вещества
В теле человека белков межклеточного вещества больше, чем всех остальных белков. Основными структурными белками межклеточного вещества являются фибриллярные белки.

### Коллагены
Коллагены — семейство белков, в теле человека составляют до 25 — 30 % общей массы всех белков. Кроме структурной функции коллаген выполняет также механическую, защитную, питательную и репаративную функции.
Молекула коллагена представляет собой правозакрученную спираль из трёх α-цепей.
Всего у человека имеется 28 типов коллагена. Все они сходны по структуре.

### Эластин
Эластин широко распространён в соединительной ткани, особенно в коже, лёгких и кровеносных сосудах. Общими характеристиками для эластина и коллагена являются большое содержание глицина и пролина. В эластине значительно больше валина и аланина и меньше глутаминовой кислоты и аргинина, чем в коллагене. В эластине содержатся десмозин и изодесмозин. эти соединения можно обнаружить только в эластине. Эластин нерастворим в водных растворах (как и коллаген), в растворах солей, кислот и щелочей даже при нагревании. В эластине большое количество аминокислотных остатков с неполярными боковыми группами, что, по-видимому, обусловливает высокую эластичность его волокон.

### Другие белкивнеклеточного матрикса
Другие белки внеклеточного матрикса — ламинины, фибронектин и др. — выполняют как структурную, так и сигнальную функцию. Взаимодействуя с мембранными рецепторами, они воздействуют на миграции клеток и другие стороны их поведения.

## Белкицитоскелета

### Кератин
Один из основных структурных белков — кератин. В основном из кератина состоят мёртвые клетки ороговевающего эпителия и их производные (волосы млекопитающих, рога, копыта, когти, перья птиц, чешуя рептилий и др.). В живых клетках эпителиальных тканей кератины образуют промежуточные филаменты.
Кератины разделяются на две группы: α-кератины и β-кератины. Прочность кератина уступает, пожалуй, только хитину. Характерной особенностью кератинов является их полная нерастворимость в воде при pH 7,0. Содержат в молекуле остатки всех аминокислот. Отличаются от других фибриллярных структурных белков (например, коллагена) в первую очередь повышенным содержанием остатков цистеина. Первичная структура полипептидных цепей a-кератинов не имеет периодичности.

### Другие белки промежуточных филаментов
В других типах тканей (кроме эпителиев) промежуточные филаменты образованы похожими на кератин по структуре белками — виментином, белками нейрофиламентов и др. Белки ламины в большинстве клеток эукариот образуют внутреннюю выстилку оболочки ядра. Состоящая из них ядерная ламина поддерживает ядерную мембрану и контактирует с хроматином и ядерными РНК.

### Тубулин
Тубулин относится к филаментозным белкам. Димеры тубулина после полимеризации превращаются в нити (протофиламенты). Из них собираются микротрубочки, образующие цитоскелет, который помогает клетке поддерживать форму, обеспечивает связь между органеллами и выполняет ряд других функций.

### Актин
Актин — тоже филаментозный белок. Из его мономеров при полимеризации образуются тонкие филаменты мышц и микрофиламенты немышечных клеток.

### Миозин
Хотя миозин обычно относят к моторным белкам, в мышечных клетках он входит в состав постоянных структур. В скелетных и сердечной мышцах миозин входит в состав саркомеров, образуя толстые филаменты.

### Вспомогательные белки цитоскелета
К структурным относятся и многие вспомогательные белки, входящие в состав цитоскелета. Так, в образовании саркомеров участвуют белки титин, тропомиозин и др.

## Структурные белкиорганелл
Белки создают и определяют форму (структуру) многих клеточных органелл. В основном из белков состоят такие органеллы, как рибосомы, протеасомы, ядерные поры и др. Гистоны необходимы для сборки и упаковки нитей ДНК в хромосомы. Из белков состоят клеточные стенки некоторых протистов (например,хламидомонады); в составе оболочки клеток многих бактерий и архей присутствует белковый слой (S-слой), который крепится у грамположительных видов к клеточной стенке, а у грамотрицательных — к наружной мембране. Из белка флагеллина состоят прокариотические жгутики.